# موتتای نای

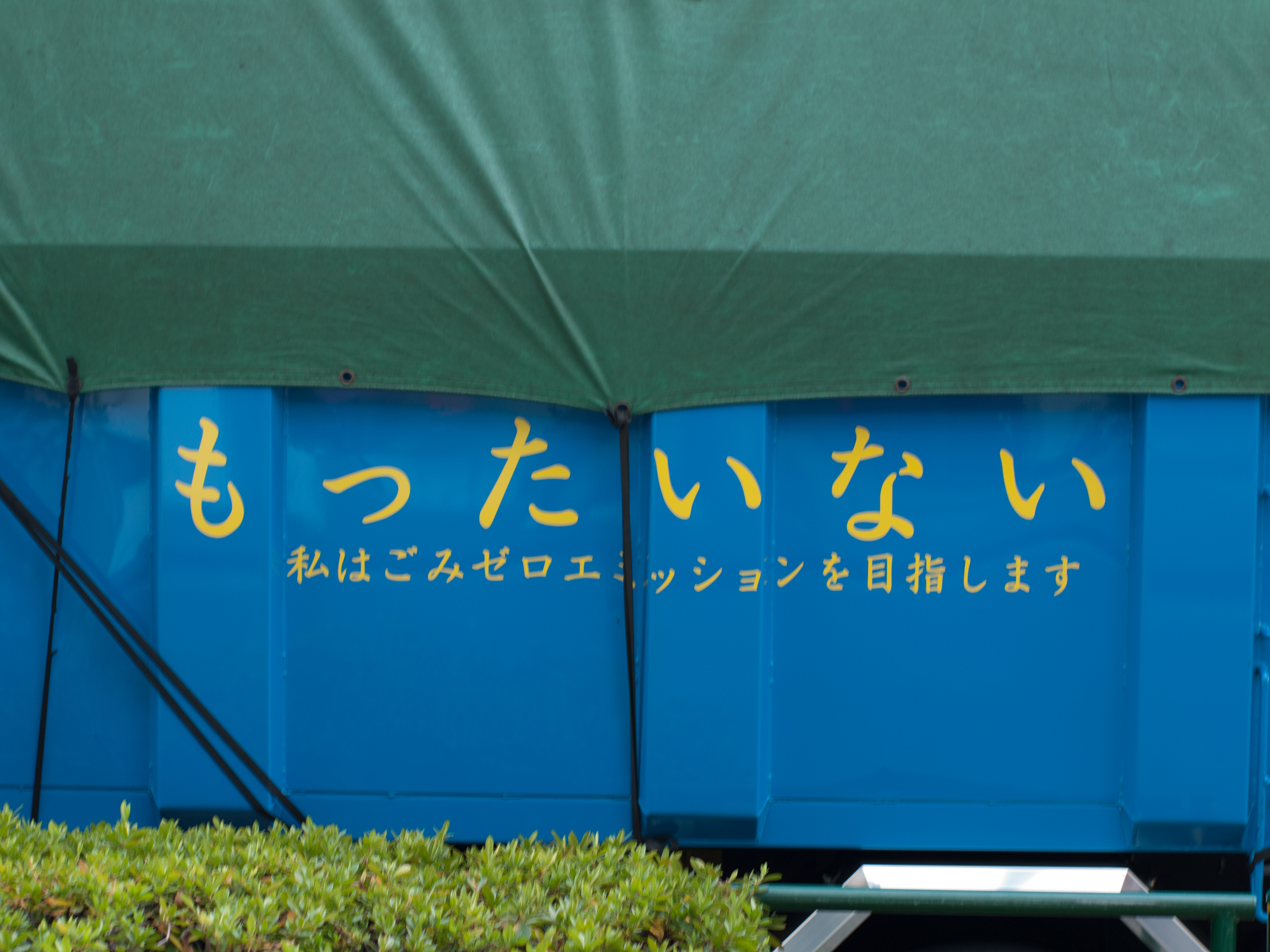
موتتای نای روی یک کامیون نوشته شده‌است و به دنبال آن جمله "من به سمت انتشار صفر تلاش می‌کنم

موتتای نای (به ژاپنی: もったいない / 勿体無い)، یک اصطلاح ژاپنی است که توسط دوستداران محیط زیست استفاده می‌شود. این اصطلاح در ژاپنی حس پشیمانی از اتلاف را بیان می‌کند. تعجب "موتتای نای! " می‌تواند به عنوان "چه ضایعاتی!" ترجمه شود. محیط بانان ژاپنی از این اصطلاح برای تشویق مردم به «کاهش مصرف، استفاده مجدد و بازیافت مواد» استفاده می کننند.